# Ferdinand Sames
Friedrich Ferdinand Sames (* 1809; † 25. Juli 1871 in Andernach) war ein deutscher Richter und Parlamentarier.

## Leben
Ferdinand Sames studierte Rechtswissenschaften unter anderem an der Universität Gießen. 1828 wurde er Mitglied des Corps Hassia Gießen. Nach dem Studium schlug er die Richterlaufbahn ein. Er wurde Friedensrichter in Kirchberg (Hunsrück) und war zuletzt Kreisrichter in Andernach.
Sames war 1848 Mitglied der Preußischen Nationalversammlung. 1849, in der 1. Legislaturperiode, saß er als Abgeordneter des Wahlkreises Koblenz im Preußischen Abgeordnetenhaus. Er gehörte der Fraktion des Rechten Centrums an.